# 大西洋大陆

约2 Ga的大西洋大陆。太古宙克拉通以灰色表示。

大西洋大陆是元古代期间形成的古大陆，在约2000Ma (20亿年前，或写作2Ga)由2个克拉通组成，目前它们位于西非和南美洲东部。

名称首先由Rogers 1996提出，起名缘由是该大陆目前位于南大西洋两岸。
:1122

## 形成
大西洋大陆与妮娜大陆在1.9 Ga同时由元古宙克拉通拼合形成，包括位于今日南美洲的亚马逊克拉通，以及位于非洲的刚果、西非和北非克拉通。:16

## 分裂

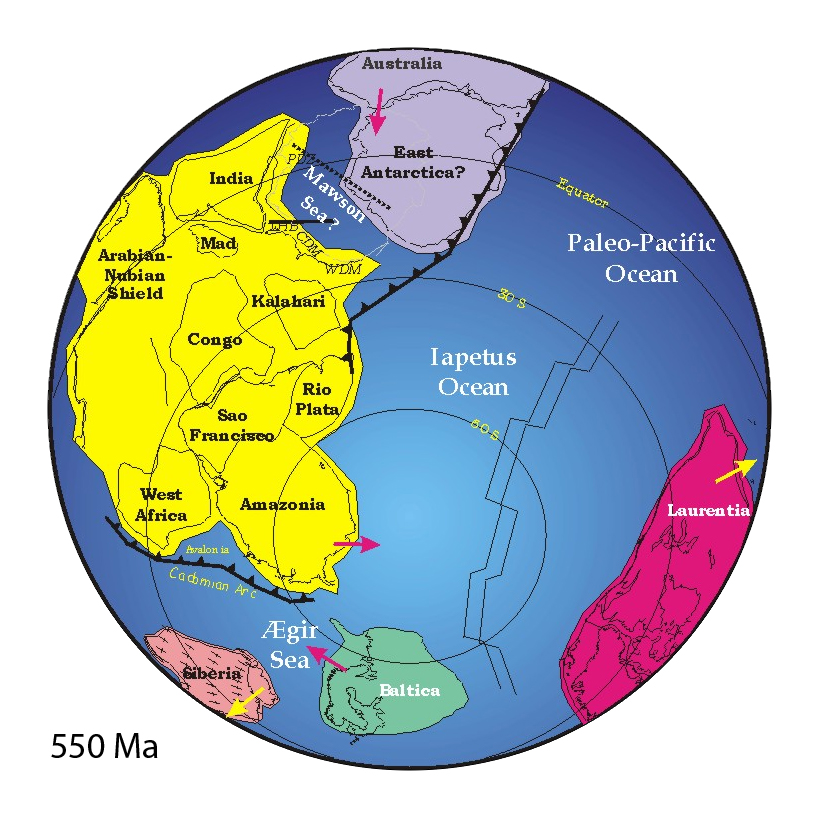
550 Ma的地球，大西洋大陆被包含于西冈瓦纳

大西洋大陆在1.6–1.4 Ga从Nena上分离，当时包含乌尔大陆、妮娜大陆和大西洋大陆的哥伦比亚超大陆解体。

大西洋大陆、妮娜大陆、乌尔大陆及一些微型陆块在约1 Ga形成了罗迪尼亚超大陆。在1–0.5 Ga，罗迪尼亚超大陆分列成3块，其中有东边的劳亚大陆和西冈瓦纳大陆。大西洋大陆成了西冈瓦纳大陆的核心区域。

在晚期，即新元古代时，产生了巴西-泛非造山运动系统。这一系统的核心是阿拉瓜-西刚果造山带，留下了不同的变形模式，在大西洋两边都有保留。
:60